# パプアニューギニアのラグビーリーグ
本項ではパプアニューギニアにおけるラグビーリーグについて述べる。
ラグビーリーグはパプアニューギニアにおいて人気のチームスポーツ、国技である。パプアニューギニアのサポーターは世界で最も情熱的として知られている。

## 歴史
パプアニューギニアには1930年代のゴールドラッシュ期にオーストラリア人鉱夫らを通して初めてラグビーリーグに触れた。第二次世界大戦中と戦後にパプアニューギニアに駐留したオーストラリアの兵士らがラグビーリーグを再導入し、1949年にパプアニューギニアラグビーフットボールリーグが設立された。ラグビーリーグはすぐに人気の観戦スポーツとなった。
1960年代、ラグビーリーグはパプアニューギニアの明らかな国民的スポーツへと成長した。最も人気のある観戦スポーツであるにもかかわらず、ラグビーリーグは当時オーストラリア人とニュージーランド人によって主にプレーされていた。その後10年以内に、観戦者の数を反映して競技人口が増加した。
パプアニューギニアにおけるラグビーリーグの統括団体は1974年にラグビーリーグ国際連盟に加盟し、代表チームは翌年に史上初のテストマッチを行い、イングランドに40対12で敗れた。ラグビーリーグ・ワールドカップには1985–89大会に初めて出場した。
観客動員数記録は2010年9月8日にMorobean capitalで開催されたパプアニューギニア・グランドファイナルで作られた。2万人を超えると考えられる観客の前でGoroka LahanisがMendi Muruksを21対10で破った。
PNGハンターズは2013年に結成されたプロラグビーリーグクラブであり、オーストラリアのクイーンズランドラグビーリーグのIntrust Super Cup（クイーンズランド州の地域クラブによるトップ競技会）に参加している。ハンターズは2017年にIntrust Super Cupで優勝した。
パプアニューギニアはオーストラリアとニュージーランドと共にラグビーリーグ・ワールドカップ2017を共催した。

## 統括団体
パプアニューギニアラグビーフットボールリーグがパプアニューギニアにおけるラグビーリーグの統括団体である。ラグビーリーグ国際連盟と太平洋諸島ラグビーリーグ連盟に加盟している。

## 国内大会
2005年、国内大会が新たなパプアニューギニアナショナルラグビーリーグ（PNGRL）に再統合された。大会はパプアニューギニア全土の様々な都市あるいは地方からの9チームから成る。この大会は従来型のオーストラリアのナショナルラグビーリーグ（NRL）の方式に従い、ラウンド・ロビン方式の26試合を行い、上位4チームがプレーオフに進む。
全国リーグの下部には多くの地域、地方競技会が存在する。そのうち最も権威があるのがポートモレスビーリーグである。2007年、ノコンディカップと呼ばれる新リーグが東部山岳州のチームのために作られた。

## 選手
多くのパプアニューギニア人選手がオーストラリアのナショナルラグビーリーグ（NRL）あるいはヨーロッパのスーパーリーグでプレーしてきた。PNGRLは2010年までにNRLとスーパーリーグに120人の選手を送り込むことを目標としていた。

## 人気
ラグビーリーグはパプアニューギニアで最も人気のスポーツであり、一般に国民的スポーツ（あるいは国技）と呼ばれる。地域コミュニティーが遠く離れており、多くの人々が最低水準の生活をするパプアニューギニアでは、この競技に対する地域の（生きるか死ぬかの）熱狂を説明するための方法として、ラグビーリーグは部族間の闘争の代用品と描写されてきた。
毎年開催されるオーストラリアの州対抗シリーズステート・オブ・オリジンは一年で最も視聴されるスポーツイベントである。ステート・オブ・オリジンに出場したオーストラリアのラグビーリーグ選手は、パプアニューギニアで熱狂的に称賛され、最も知名度が高い人物である。
ラグビーリーグ・ワールドカップ2000では、推計200万人が準々決勝のパプアニューギニア代表（クムルズ Kumuls）とウェールズ代表（Dragons）との試合を早朝にテレビ観戦した。この試合ではウェールズに敗れたにもかかわらず、その週の後半には5万人を超えるファンがポートモレスビー空港で代表チームを出迎えた。
2005年から2018年まで毎年開催されるパプアニューギニア首相選抜XIIIとオーストラリア首相選抜XIIIとの試合は常にチケットが完売した。2019年はフィジー首相選抜XIIIと対戦した。

## 競技人口
ラグビーリーグはジュニア世代で非常に高い競技人口を有し、ラグビーリーグが学校にカリキュラムの一部であるため、国の全ての学校がラグビーリーグ競技会に参加する。12歳から18歳までの登録選手数は5千人である。
シニアの登録選手数は1万人である。シニア選手は国全土の40の加盟リーグでプレーする。それぞれのリーグは最低7クラブからなり、それぞれのクラブは4チームを有する。

## ナショナルチーム
ラグビーリーグパプアニューギニア代表チームの愛称は「クムルズ Kumuls」（国のシンボルであるゴクラクチョウ）である。1975年に初のテストマッチをイングランドと行った。
ワールドカップには1985–89大会に初出場した。1995年大会で自国以外での初勝利を挙げた。
代表は2006年から2018年まで毎年オーストラリア首相選抜XIII（NRLのファイナルシリーズに進出しなかったチームに所属する選手から選出される）と対戦した。こういった人気の試合では数千人の人々がスタジアムに入れないため、試合を見るためにスタジアムの屋根に登ったり、グラウンド外の木に登ったりするものがでる。スタジアムの収容人員が限られているため、しばしば暴動が起きる。2006年には試合中に観客と機動隊が衝突した。